# 上海市香山中學
上海市香山中學是中華人民共和國上海市浦東新區一所公辦完全中學，學校成立於1995年，佔地2.45萬平方米，以“美育”为学校特色，以美术教学见长。2010年被評為浦東新區實驗性示範性高中。2021年被評為上海市特色普通高中。

## 外部連結
- 官方网站